# Дроз, Гюстав
Антуа́н Гюста́в Дроз (фр. Antoine Gustave Droz; 9 июня 1832 года, Париж — 22 октября 1895 года, там же) — французский писатель и художник.
Дебютировал как живописец, жанровыми картинами; затем стал писать маленькие сценки будничной жизни в «Vie Parisienne». Собранные в один сборник, эти эскизы составили имевшую большой успех книгу «Monsieur, Madame et Bébé». В том же жанре написаны его сборники рассказов:
- «Entre nous» (1867);
- «Une femme gênante» (1875).

Более серьёзно задуманы книги:
- «Le Cahier bleu de M-elle Cibot» (1868),
- «Autour d’une source» (1869),
- «Un paquet de lettres» (1870),
- «Les Etangs» (1875) и др.

Дроз написал ещё сборник: «Tristesses et sourires», представляющий ряд личных, художественно переданных ощущений.